# Phyllogomphus annulus
Phyllogomphus annulus – gatunek ważki z rodziny gadziogłówkowatych (Gomphidae).